# Абдеррахман Кабус
Абдеррахман Кабус (на френски: Abderrahman Kabous) е френски футболист с марокански произход.
Роден е на 24 април 1983 година, висок е 185 см, тежи 78 кг. Играл е във Франция, Мароко и Швеция (ИФК Норшьопинг и Дегерфорш ИФ), на поста дефанзивен халф. Национал на Мароко. От февруари 2007 до 30 януари 2008 играе в ЦСКА (София), след което преминава в испанския Реал Мурсия.